# بنجامين تشانغ بن
بنجامين تشانغ بن (بالصينية: 本杰明) هو فنان قصص مصورة وكاتب صيني، ولد في 16 مايو 1974 في هيلونغجيانغ في الصين.